# Селеница
Селеница (алб. Selenicë, Selenica) — город на юге Албании и центр одноимённого муниципалитета, расположенный во Влёрском округе Влёрской области.

## География
Город Селеница расположен в 28 километрах по автомобильной дороге (по кратчайшему пути) к северо-востоку от центра города Влёра, столицы одноимённых округа и области. Город расположен в холмистой местности, на высоком левом берегу реки Шушица в нескольких километрах к югу от места её впадения в крупную реку Вьоса.

## История
Первое упоминание населенного пункта с таким названием относится к 1700 году. Название связано с особыми свойствами местности — окрестности Селеницы известны месторождением природного битума.
Наибольшее развитие город получил после Второй мировой войны, были созданы рабочие места, открыты предприятия. На начало 1990-х годов население города достигало 8000 человек. После падения коммунистической власти население Селеницы значительно сократилось.

## Население
По результатам всеалбанской переписи населения, проведенной в 2011 году, в городе проживало 2235 человек. В границах укрупнённого в 2015 году муниципалитета Селеница проживает 16396 человек. Интересной особенностью населения Селеницы является то, что число жителей, назвавших себя аромунами, превышает число определивших себя албанцами.

## Образование и культура
На начало 1990-х гг. в городе имелись: любительский театр, сцены, кинозал, дом культуры, музей, высшая и сельскохозяйственные школы, а также общественная библиотека. В настоящий момент в городе имеется православная церковь святого «Shën Athanasi».
В Селенице базировался одноимённый футбольный клуб.